# Културни шок
Културни шок је стање снажног емоционалног и интелектуалног поремећаја личности изазвано њеним доласком у сасвим различиту културну средину. Драстично различит начин живота на који личност изненада наилази у новој култури изазива код ње изненађење, осећање изгубљености, зебње, пометености и отуђености, као и тешкоће прилагођавања.